# Impostorul (povestire)
„Impostorul” (titlu original Impostor) este o povestire science fiction scrisă de Philip K. Dick. A fost publicată pentru prima dară în iunie 1953 în revista Astounding. În 2002 a fost lansat filmul Impostor, având la bază această povestire, cu Gary Sinise, Madeleine Stowe și Vincent D'Onofrio în rolurile principale. Povestea fusese ecranizată anterior în 1962 ca episod al seriei britanice science fiction de televiziune Out of This World.

## Intriga
Spence Olham este acuzat de un coleg că ar fi un android impostor, proiectat să saboteze apărarea Pământului. Nava impostorului ar fi fost avariată și s-ar fi prăbușit în afara orașului. Se presupune că androidul va detona o bombă care va distruge planeta, odată cu primirea unui cod. Olham trebuie să scape și să își demonstreze nevinovăția, arătând că este, cu adevărat, Spence Olham. El vrea să facă acest lucru găsind rămășițele navei prăbușite și recuperând corpul androidului.

## Vezi și
- Listă de povestiri după care s-au făcut filme